# 蜂窝格鳞虫
蜂窝格鳞虫（学名：Gattyana deludens）为多鳞虫科格鳞虫属的动物。分布于印度、孟加拉湾以及中国东海、黄海等海域。